# Jean-Philippe Mary
Jean-Philippe Mary est un jockey, driver et entraîneur de trot français né le 6 mai 1962.
Il est le fils de Jean Mary, célèbre professionnel du trot, vainqueur notamment de deux prix d'Amérique (avec Tidalium Pelo) et huit prix de Cornulier (dont un avec le même Tidalium Pelo et trois avec Gardon), qui l'initie à la course hippique et s'occupe de son apprentissage. Il devient meilleur apprenti de France à 16 ans et remporte sa première course sur un cheval de sa mère à Enghien.
Il remporte son premier Groupe I à Vincennes en 1992 avec Alpha Barbés dans le Prix du Président de la République. Sa spécialité est le trot monté, mais il remporte également quelques succès à l'attelé, comme dans le prix Emmanuel Margouty (Groupe II). Il remporte l'Étrier d'or récompensant le meilleur jockey en 1993.
Il possède un centre d'entrainement à Durtal, où il gère avec son épouse un élevage dont sont issus des poulains portant un nom avec le suffixe « Blue ».

## Principales victoires
- Prix de Vincennes – 3 –  Gai Brillant (1998), Jardy (2001), Kesaco Phedo (2001)
- Prix du Président de la République – 4 – Alpha Barbès (1992), Blue Dream (1993), Gai Brillant (1998), Jardy (2001)
- Prix de Normandie – 1 – Alpha Barbès (1993)
- Prix d'Essai – 2 – Carlito d'Arc (1993), Gai Brillant (1997)
- Prix des Élites – 2 – Alpha Barbès (1993), Fine Perle (1996), Gai Brillant (1998)
- Prix des Centaures – 3 – Gai Brillant (1998), Joyau d'Amour (2002), Evangelina Blue (2019, 2020)

## Source
- Portrait sur le site du Cheval Français